# Volkswagen Golf VI
Para una vista general de todas las generaciones. Véase Volkswagen Golf
El Golf VI fue presentado oficialmente al público en el Salón del Automóvil de París de 2008. Durante el resto de 2008 se introdujo a los principales mercados europeos, y a fines de 2009 en Estados Unidos y Canadá, países donde retoma el nombre de Golf, a diferencia de la quinta generación que recibió el nombre de Rabbit, debido a que no cubrió las expectativas de ventas generadas por el cambio de nombre.

## Resumen

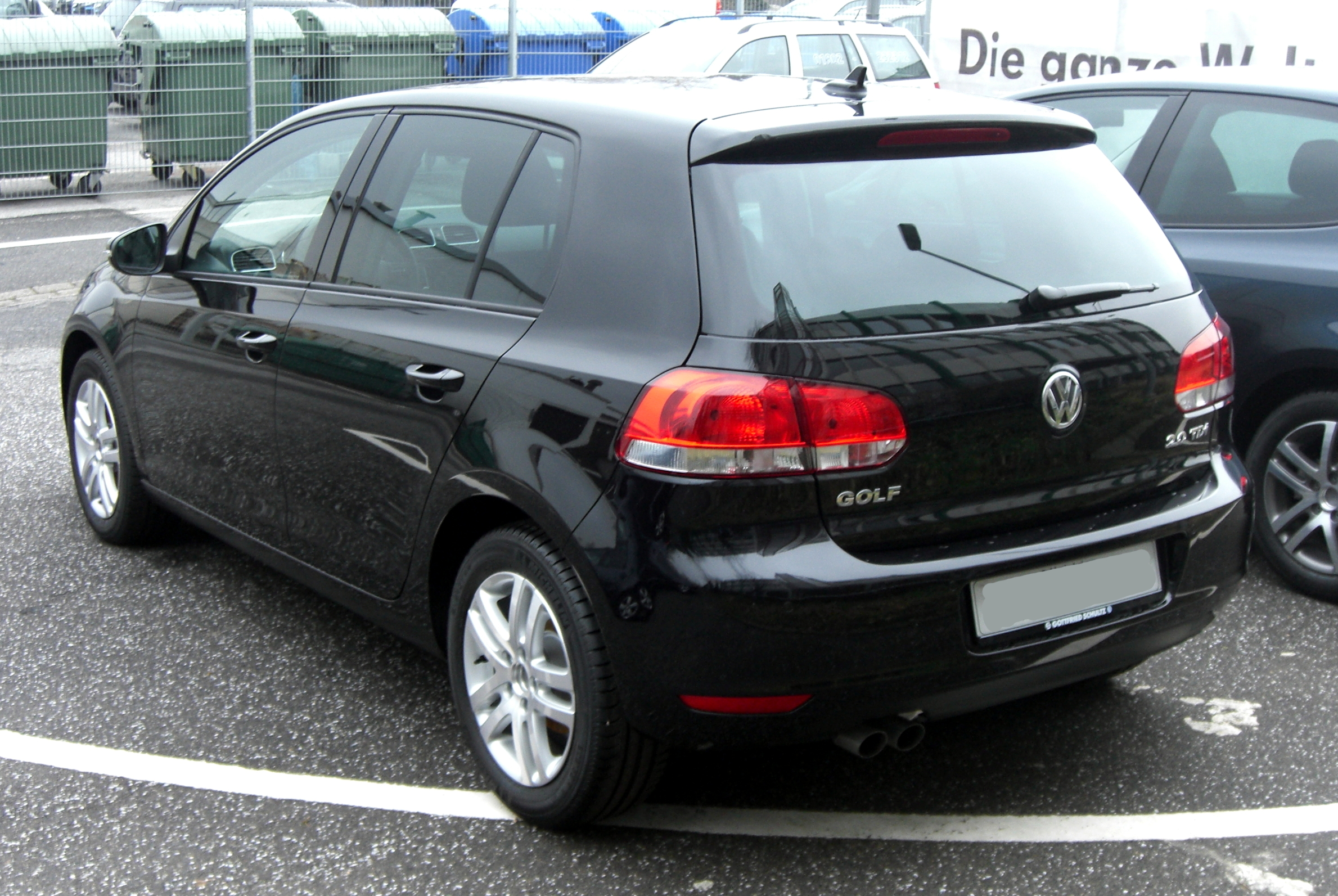
Volkswagen Golf Highline 2.0 TDI

Este nuevo Golf VI conserva un muy alto porcentaje de partes provenientes del Golf V. Es por ello que varios medios de comunicación del automóvil lo catalogan de reestilización profunda más que de generación nueva. Inicialmente se están lanzando las variantes hatchback de 3 y 5 puertas.
El Golf Plus se presentó a principios de diciembre de 2008, el cual ha sido considerado más un rediseño que toma elementos frontales del Golf VI, que una nueva generación. El "Golf Variant" será presentado probablemente a principios de 2010. Se ha anunciado que por primera vez desde la tercera generación existirá nuevamente un "Golf Cabriolet". Karmann no participará en su diseño y manufactura, siendo este totalmente desarrollado por Volkswagen.
Si bien en la mayoría de los mercados iberoamericanos sin tener este automóvil en sus concesionarios, en un inicio se continuó con la misma estrategia de ofrecer solamente el Golf GTI 3 Puertas y el Golf/Jetta Variant (llamada "Golf SportWagen" en México), además que se sigue ofreciendo el Golf de cuarta generación hecho en Brasil en muchos de estos países, al igual que se ofrecen los modelos Volkswagen Bora (Clásico en México) (aunque éste actualmente está siendo retirado de algunos mercados como el brasileño) y el Jetta en su sexta generación, ambos hechos en México. Chile fue el primer país en ofrecer el Golf VI 5 puertas, en este caso con el motor 1.6 L y 102 cf, poco a poco se ha venido introduciendo en otros países, siendo México el último en la lista con una única versión Comfortline en 5 puertas con un motor 1.4 TSI con 160 CV y transmisión manual de 6 velocidades a finales de agosto de 2012, igualmente importado desde Alemania, en una edición limitada a 4000 unidades. El Golf GTI, que inicialmente estuvo solamente disponible en algunos mercados como el mexicano, ha visto ampliada su área de comercialización al ser lanzado en fechas recientes en países como Argentina.
Existieron rumores que afirman que este modelo no se comercializaría en Australia (donde ya fue introducido en febrero de 2009) y en la mayor parte de Iberoamérica, a pesar de que es más barato de producir que la generación a la que sustituye, no obstante ya hubo un pronunciamiento de un ejecutivo de la firma en relación con que su introducción en Brasil tendría lugar durante 2009 (se ha aumentado la utilidad en un 20% y se esperan mayores aumentos en los próximos tiempos) (véase el artículo en inglés); los mayores esfuerzos de Volkswagen han sido en incrementar la eficiencia en su producción ya que el Golf V ha sido muy costoso de producir y proporcionaba escasos márgenes de utilidad.

## Motorizaciones

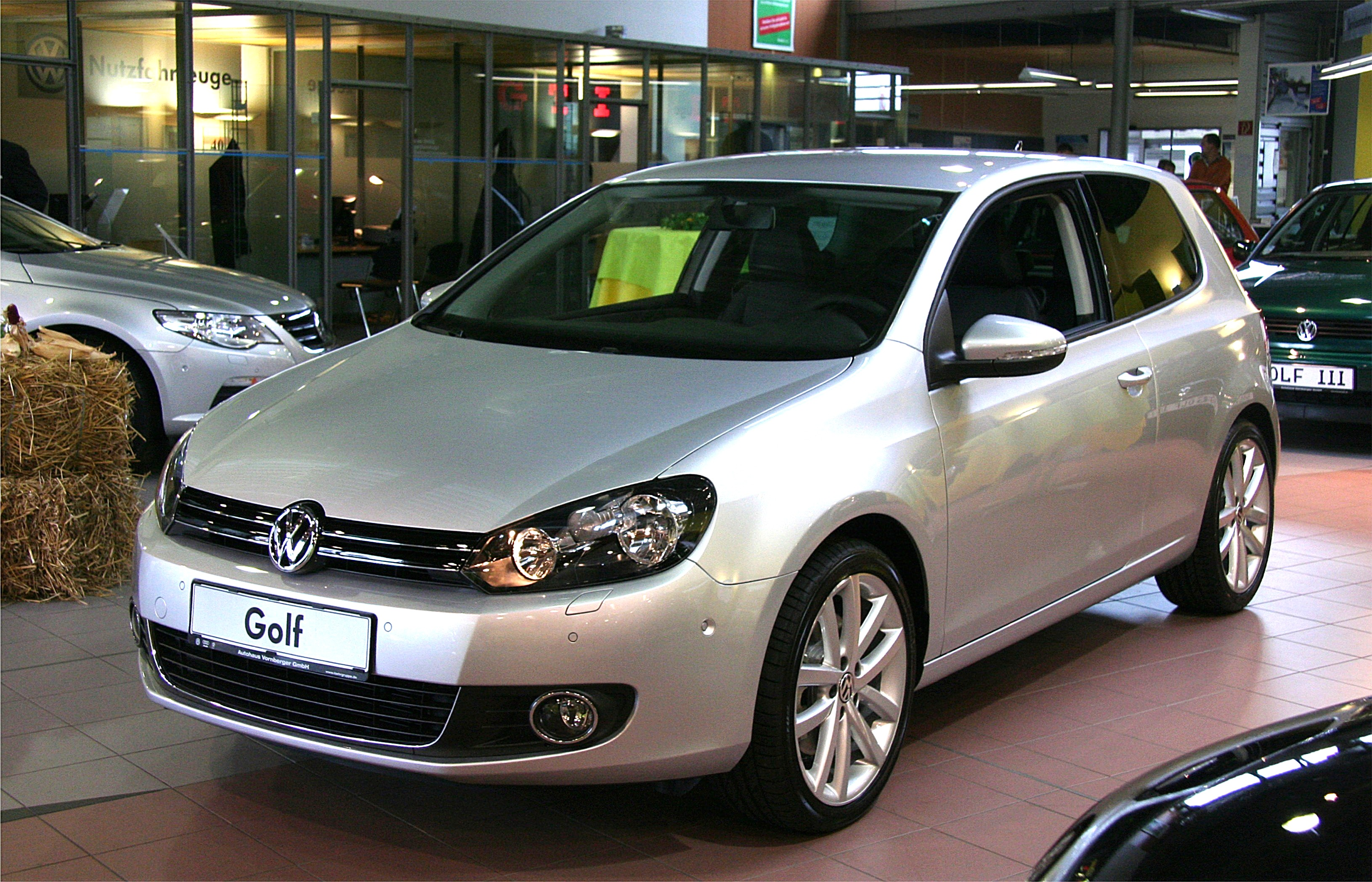
Volkswagen Golf Highline 1.4 TSI

De acuerdo con la información dada a conocer el 6 de agosto de 2008 por Volkswagen, todas las combinaciones mecánicas motor/transmisión del Golf VI cumplen con las normas europeas de emisiones Euro 5.
El Golf VI cuenta de inicio con cuatro motores a gasolina y dos a diésel, todos de cuatro cilindros en línea, que toma del Golf V. Las transmisiones disponibles son según la versión manual de cinco o seis velocidades, y robotizada de doble embrague (DSG) de seis o siete velocidades. De esta manera, desaparecieron todas las cajas automáticas Tiptronic.
| Periodo                        | 2010-2012                                         | 2009-2012                                         | 2009-2012                                         | 2008-2012             | 2008-2012                                        | 2008-2012                                        | 2008-2012                                         | 2009                                              | 2009-2012                                         | 2011-2012                                         | 2009-2012                                         |
| Identificación del motor       | CBZA                                              | CBZB                                              | CBZB                                              | CGGA                  | CAXA                                             | CAVD                                             | BSE/BSF/CCSA                                      | CDDA                                              | CCZB                                              | CDLG                                              | CDLF                                              |
| Tipo de motor                  | L4 16v, inyección directa, turbo                  | L4 16v, inyección directa, turbo                  | L4 16v, inyección directa, turbo                  | L4 16v                | L4 16v, inyección directa, turbo                 | L4 16v, inyección directa, turbo, compresor      | L4 8v                                             | L4 16v, inyección directa, turbo                  | L4 16v, inyección directa, turbo                  | L4 16v, inyección directa, turbo                  | L4 16v, inyección directa, turbo                  |
| Diámetro x carrera             | 71,0 mm x 75,6 mm                                 | 71,0 mm x 75,6 mm                                 | 71,0 mm x 75,6 mm                                 | 76,5 mm x 75,6 mm     | 76,5 mm x 75,6 mm                                | 76,5 mm x 75,6 mm                                | 81,0 mm x 77,4 mm                                 | 82,5 mm x 84,1 mm                                 | 82,5 mm x 92,8 mm                                 | 82,5 mm x 92,8 mm                                 | 82,5 mm x 92,8 mm                                 |
| Cilindrada                     | 1197 cm³                                          | 1197 cm³                                          | 1197 cm³                                          | 1390 cm³              | 1390 cm³                                         | 1390 cm³                                         | 1595 cm³                                          | 1798 cm³                                          | 1984 cm³                                          | 1984 cm³                                          | 1984 cm³                                          |
| Longitud                       | 4199 mm                                           | 4199 mm                                           | 4199 mm                                           | 4199 mm               | 4199 mm                                          | 4199 mm                                          | 4199 mm                                           | 4199 mm                                           | 4213 mm                                           | 4213 mm                                           | 4213 mm                                           |
| Anchura                        | 1779 mm                                           | 1779 mm                                           | 1779 mm                                           | 1779 mm               | 1779 mm                                          | 1779 mm                                          | 1779 mm                                           | 1779 mm                                           | 1786 mm                                           | 1786 mm                                           | 1786 mm                                           |
| Relación de compresión         | 10.0: 1                                           | 10.0: 1                                           | 10.0: 1                                           | 10.5 : 1              | 10.0: 1                                          | 10.0: 1                                          | 10.5: 1                                           | 9.6: 1                                            | 9.6: 1                                            | 9.8: 1                                            | 9.8: 1                                            |
| Potencia máxima: CV (kW) a rpm | 86 CV (63 kW) a 4800                              | 105 CV (77 kW) a 5000                             | 105 CV (77 kW) a 5000                             | 80 CV (59 kW) a 5000  | 122 CV (90 kW) a 5000                            | 160 CV (118 kW) a 5800                           | 102 CV (75 kW) a 5600                             | 160 CV (118 kW) a 4500-6200                       | 211 CV (155 kW) a 5300-6200                       | 235 CV (173 kW) a 5500-6300                       | 270 CV (199 kW) a 6000                            |
| Par máximo: Nm a rpm           | 160 Nm a 1500-3500                                | 175 Nm a 1550-4100                                | 175 Nm a 1550-4100                                | 132 Nm a 3800         | 200 Nm a 1500-4000                               | 240 Nm a 1500-4500                               | 148 Nm a 3800                                     | 250 Nm a 1500-4500                                | 280 Nm a 1700-5200                                | 300 Nm a 2200-5500                                | 350 Nm a 2500-5000                                |
| Tracción                       | Delantera                                         | Delantera                                         | Delantera                                         | Delantera             | Delantera                                        | Delantera                                        | Delantera                                         | Delantera                                         | Delantera                                         | Delantera                                         | Total (4 ruedas)                                  |
| Transmisión                    | Manual, 5 velocidades / Automática, 7 velocidades | Manual, 6 velocidades / Automática, 7 velocidades | Manual, 6 velocidades / Automática, 7 velocidades | Manual, 5 velocidades | Manual, 6 velocidades / Automática 7 velocidades | Manual, 6 velocidades / Automática 7 velocidades | Manual, 5 velocidades / Automática, 7 velocidades | Manual, 6 velocidades / Automática, 7 velocidades | Manual, 6 velocidades / Automática, 6 velocidades | Manual, 6 velocidades / Automática, 6 velocidades | Manual, 6 velocidades / Automática, 6 velocidades |
| Aceleración (0-100 km/h)       | 12,3 s                                            | 10,6 s                                            | 10,5 s                                            | 13,9 s                | 9,5 s                                            | 8,0 s                                            | 11,3 s                                            | 8,0 s                                             | 6,9 s                                             | 6,6 s                                             | 5,7 s                                             |
| Velocidad máxima               | 178 km/h                                          | 190 km/h                                          | 190 km/h                                          | 172 km/h              | 200 km/h                                         | 220 km/h                                         | 188 km/h                                          | 220 km/h                                          | 240 km/h                                          | 247 km/h                                          | 250 km/h (Limitado electrónicamente)              |
| Consumo combinado (L/100 km/h) | 5,5                                               | 5,7                                               | 5,2                                               | 6,4                   | 6,2                                              | 6,3                                              | 7,1                                               | 6,8                                               | 7,3                                               | 8,1                                               | 8,5                                               |

| Periodo                        | 2009-2013                                                  | 2009-2013                                                  | 2009-2012                                                  | 2009-2013                                                  | 2008-2009                                                  | 2008-2013                                                  | 2009-2012                                                  |
| Identificación del motor       | CAYB                                                       | CAYC                                                       | CAYC                                                       | CAYC                                                       | CBDC                                                       | CBAB/CFFB/CJAA                                             | CBBB/CFGB                                                  |
| Tipo de motor                  | L4 16v, inyección directa, common-rail, turbo, intercooler | L4 16v, inyección directa, common-rail, turbo, intercooler | L4 16v, inyección directa, common-rail, turbo, intercooler | L4 16v, inyección directa, common-rail, turbo, intercooler | L4 16v, inyección directa, common-rail, turbo, intercooler | L4 16v, inyección directa, common-rail, turbo, intercooler | L4 16v, inyección directa, common-rail, turbo, intercooler |
| Diámetro x carrera             | 79,5 mm x 80,5 mm                                          | 79,5 mm x 80,5 mm                                          | 79,5 mm x 80,5 mm                                          | 79,5 mm x 80,5 mm                                          | 81,0 mm x 95,5 mm                                          | 81,0 mm x 95,5 mm                                          | 81,0 mm x 95,5 mm                                          |
| Cilindrada                     | 1598 cm³                                                   | 1598 cm³                                                   | 1598 cm³                                                   | 1598 cm³                                                   | 1968 cm³                                                   | 1968 cm³                                                   | 1968 cm³                                                   |
| Longitud                       | 4199 mm                                                    | 4199 mm                                                    | 4199 mm                                                    | 4199 mm                                                    | 4199 mm                                                    | 4199 mm                                                    | 4199 mm                                                    |
| Anchura                        | 1779 mm                                                    | 1779 mm                                                    | 1779 mm                                                    | 1779 mm                                                    | 1779 mm                                                    | 1779 mm                                                    | 1779 mm                                                    |
| Relación de compresión         | 16.5: 1                                                    | 16.5: 1                                                    | 16.5: 1                                                    | 16.5: 1                                                    | 16.5: 1                                                    | 16.5: 1                                                    | 16.5: 1                                                    |
| Potencia máxima: CV (kW) a rpm | 90 CV (66 kW) a 4250                                       | 105 CV (77 kW) a 4400                                      | 105 CV (77 kW) a 4400                                      | 105 CV (77 kW) a 4400                                      | 110 CV (81 kW) a 4200                                      | 140 CV (103 kW) a 4200                                     | 170 CV (125 kW) a 4200                                     |
| Par máximo: Nm a rpm           | 230 Nm a 1500-2500                                         | 250 Nm a 1500-2500                                         | 250 Nm a 1500-2500                                         | 250 Nm a 1500-2500                                         | 250 Nm a 1500-2500                                         | 320 Nm a 1750-2500                                         | 350 Nm a 1750-2500                                         |
| Tracción                       | Delantera                                                  | Delantera / Total (4Motion)                                | Delantera                                                  | Delantera                                                  | Delantera                                                  | Delantera / Total (a las 4 ruedas)                         | Delantera                                                  |
| Transmisión                    | Manual, 5 velocidades                                      | Manual, 5 velocidades / Automática, 7 velocidades          | Manual, 5 velocidades / Automática, 7 velocidades          | Manual, 5 velocidades                                      | Manual, 5 velocidades / Automática, 6 velocidades          | Manual, 6 velocidades / Automática, 6 velocidades          | Manual, 6 velocidades / Automática, 6 velocidades          |
| Aceleración 0–100 km/h         | 12,9 s                                                     | 11,3 s                                                     | 11,3 s                                                     | 11,3 s                                                     | 10,7 s                                                     | 9,3 s                                                      | 8,1 s                                                      |
| Velocidad máxima               | 178 km/h                                                   | 189 km/h                                                   | 190 km/h                                                   | 190 km/h                                                   | 193 km/h                                                   | 209 km/h                                                   | 222 km/h                                                   |
| Consumo combinado (L/100 km/h) | 4,5                                                        | 4,5                                                        | 4,1                                                        | 3,8                                                        | 4,9                                                        | 4,8                                                        | 5,3                                                        |

## Variantes deportivas

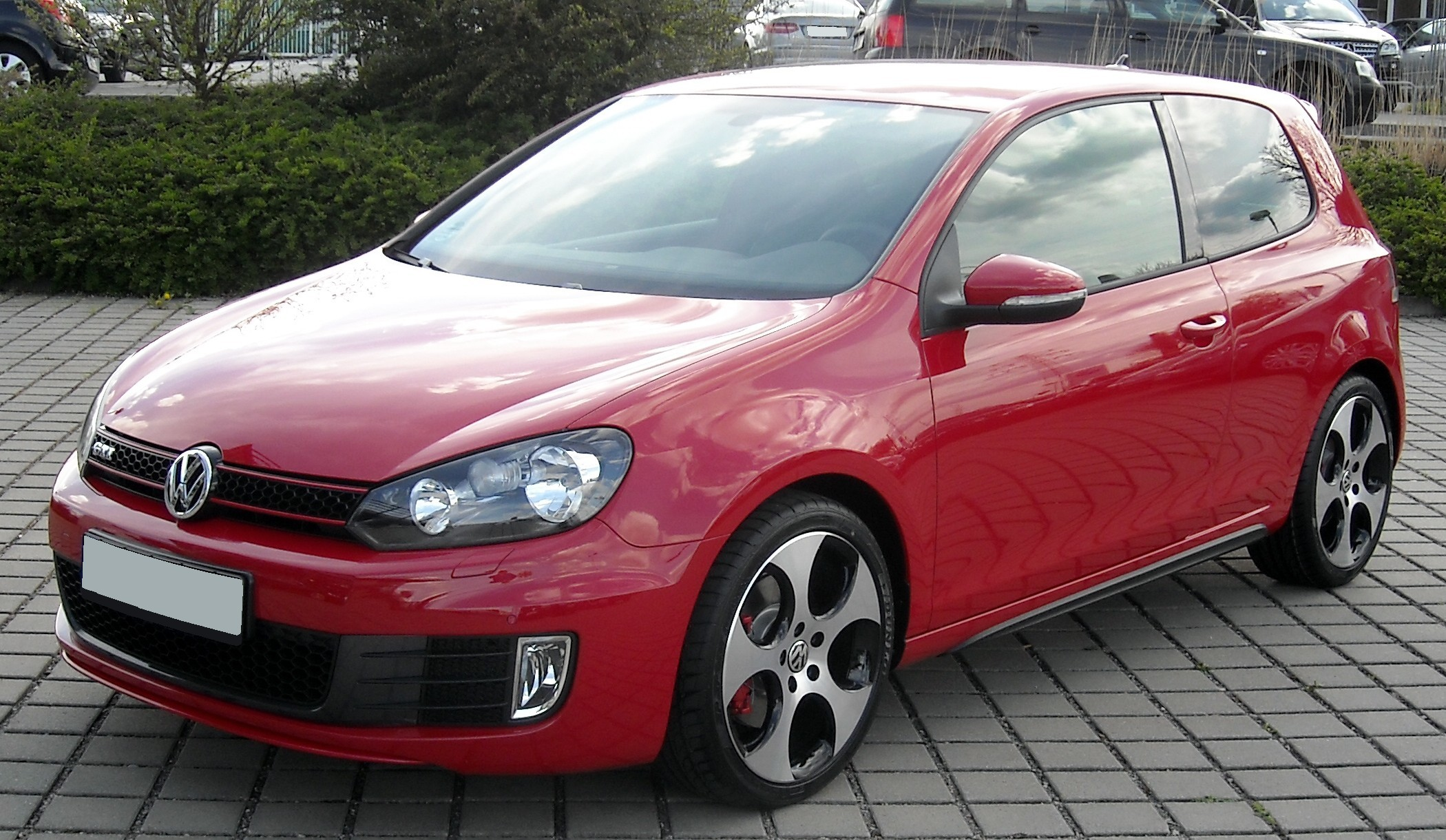
Volkswagen Golf VI GTI.

### Golf GTI
La variante deportiva "Golf GTI" se mostró en el marco del Salón de París de 2008 como prototipo, aunque muy cercano al modelo de producción. Pese a mantener la misma cilindrada y casi la misma potencia que su predecesor, volkswagen incluye por primera vez el 2.0tsi. En esta ocasión su potencia llegará a los 211 CV. El cambio más importante en este motor se centra en el aumento del torque máximo, que aumenta desde los 280 Nm a un nivel de 350 Nm.
Como el modelo al que sustituye, el nuevo "Golf GTI" está disponible con una caja de cambios manual de 6 velocidades, o una robotizada de doble embrague DSG, también de 6 velocidades. Esta nueva variante alcanza una velocidad máxima de 239 km/h y una aceleración de 0 a 100 km/h en 7'2 s. Durante los meses de marzo y abril de 2009 el nuevo Golf GTI ha sido lanzado a los principales mercados europeos.
Golf GTI Edition 35
En 2011 se introduce la edición conmemorativa de 35 aniversario, el Golf GTI Edition 35, que se caracteriza por la mayor potencia de su motor (235 CV), sus espejos retrovisores pintados en color negro, ruedas de aleación distintivas, luces traseras de led, emblemas especiales, y vestiduras especiales, de esta edición se asignan cantidades limitadas (que son variables para cada país).
Golf GTI Adidas
Durante 2011, se introduce el Golf GTI Adidas . Con el mismo motor que el GTI normal (2.0tsi) solo sufre cambios estéticos:ruedas de aleación especiales con acabado negro y pulido, logotipos en los marcos de la puerta y asientos específicos con las 3 franjas, así como un pomo en forma de pelota de golf rememorando al mk1. También habrá unidades limitadas.

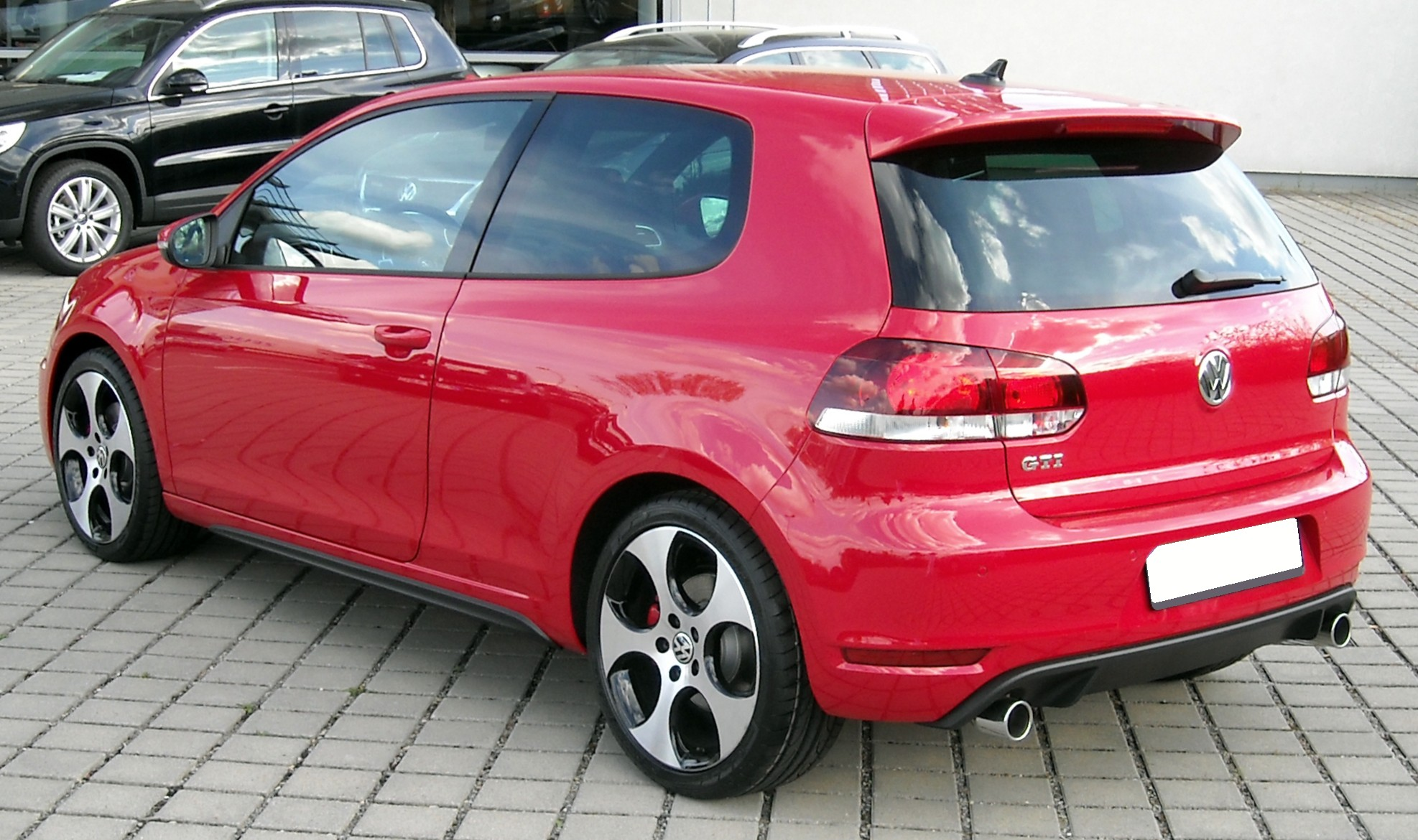
Vista posterior del Volkswagen Golf GTI de sexta generación.
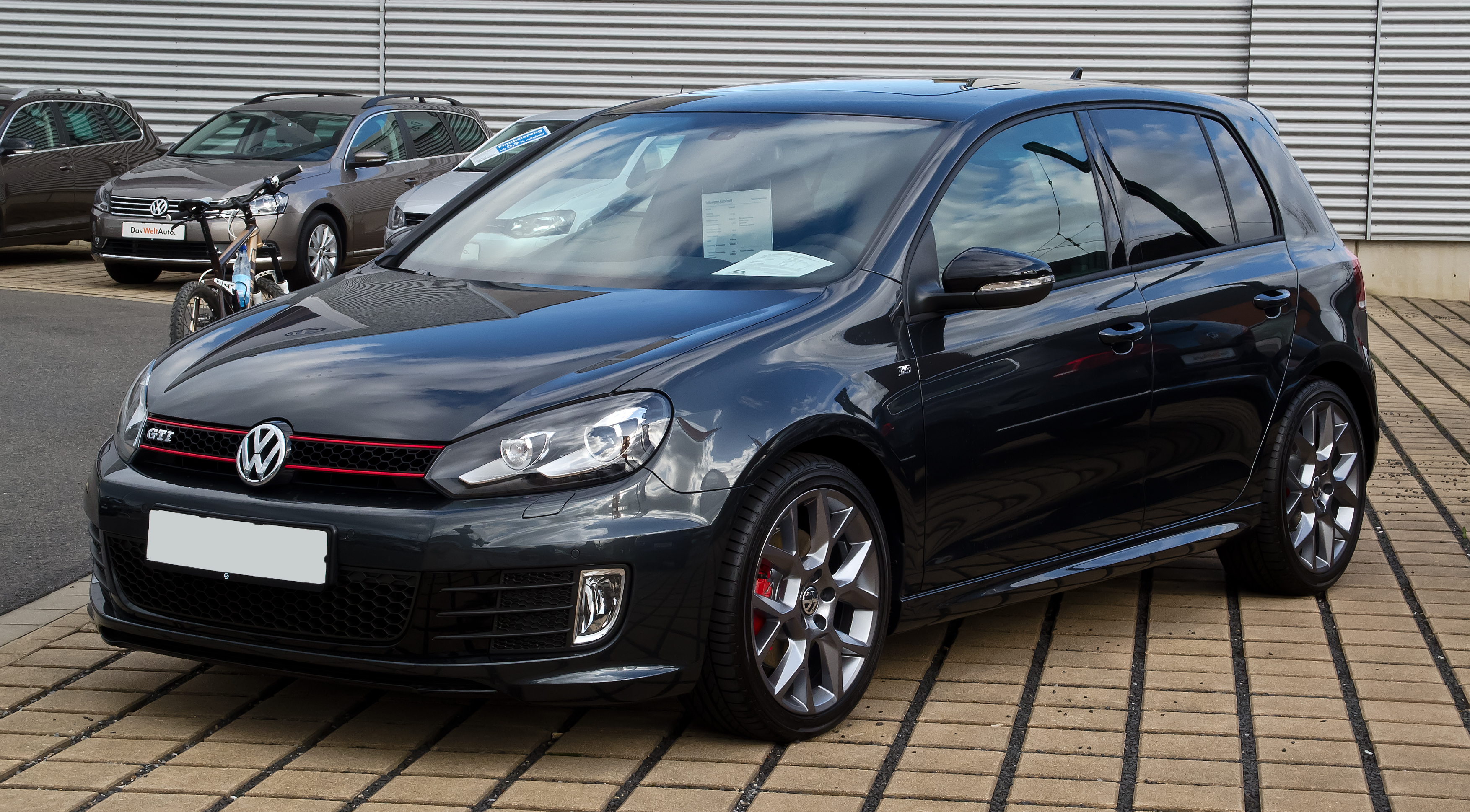
Volkswagen Golf GTI Edition 35. Edición conmemorativa de 35 aniversario.
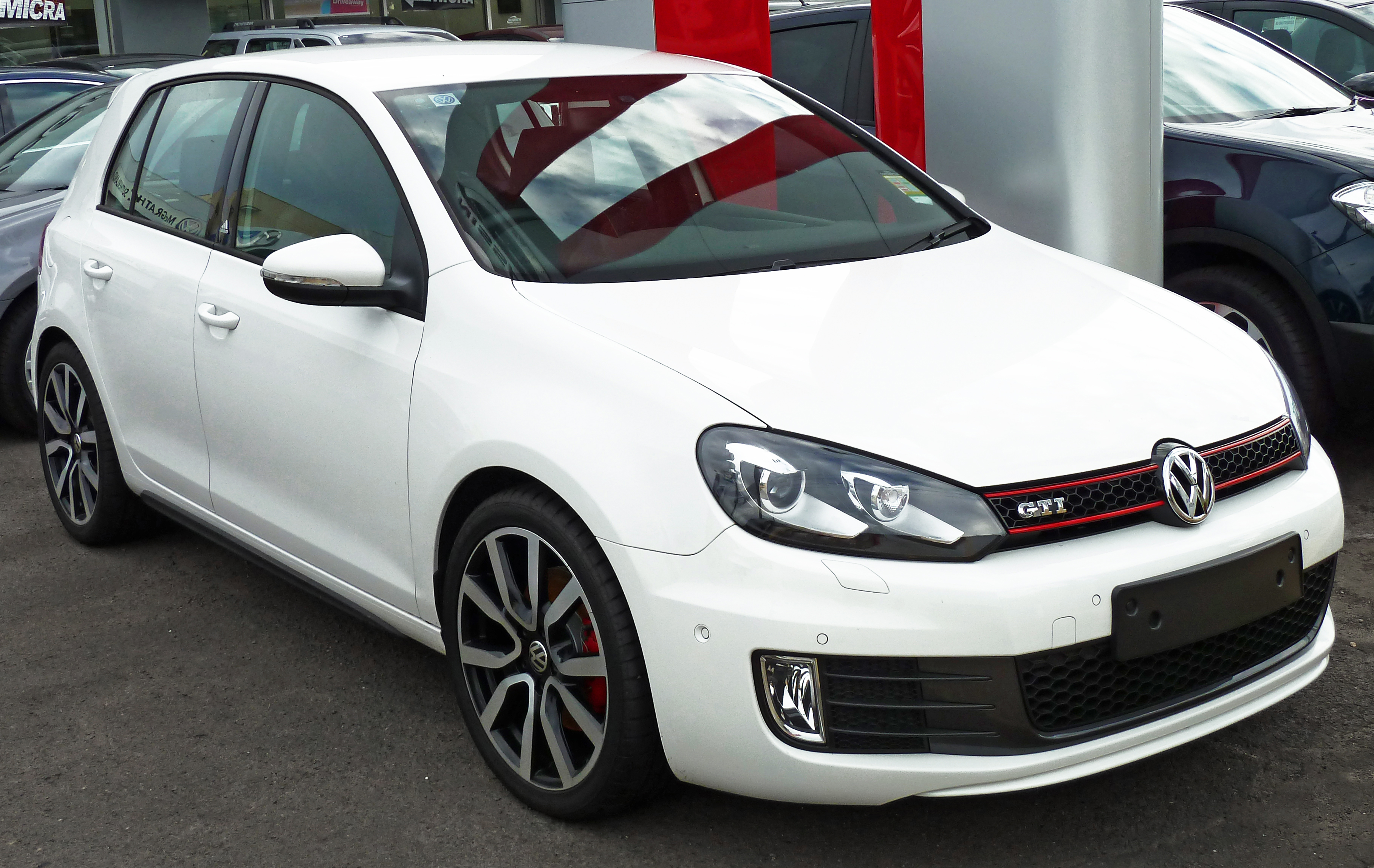
Volkswagen Golf GTI Adidas.

### Golf R

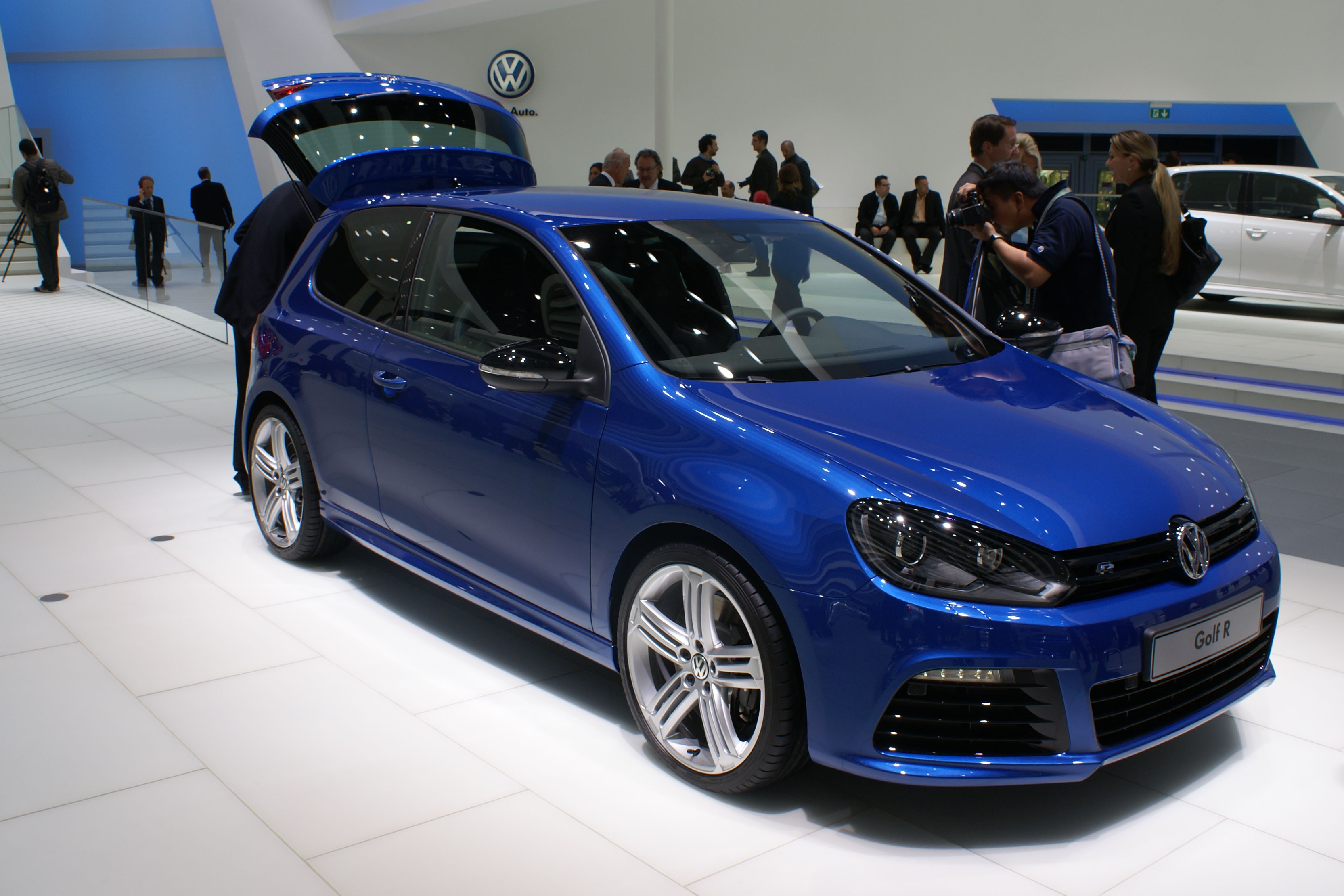
Volkswagen Golf R de sexta generación.

Esta variante es el heredero del "Golf R32". Debido a las crisis recientes en materia del petróleo, se sustituirá el motor V6 de 3.2 L por un 4 en línea con turbocompresor. Esta nueva versión tomaría una versión aún más potente del motor 2.0 L TFSI, esta vez llegando a 270 CV (199 kilovatios) a 6.000 rpm y 350 Nm a 2.500-5.000 rpm, asociado a una caja de cambios robotizada DSG, incorporando como sus predecesores, la tracción integral 4Motion y será denominado Golf R. Esta planta de poder es la misma que actualmente monta el Audi TTS.

### Golf GTD
El Golf GTD porta el motor 2.0 TDi de 170 CV, alcanza una cifra de torque de 350 Nm. Su aceleración es de 0 a 100 km/h en 8'1 s, y una velocidad máxima de 222 km/h (en el modelo con caja de cambios robotizada DSG 220 km/h). Este nuevo Golf monta la mayoría de elementos del paquete estético del "Golf GTI", sustituyéndose las barras rojas de éste por barras cromadas, y al interior una vestidura ligeramente distinta. Al exterior monta las ruedas de aleación "Seattle" de 17". La venta de esta nueva versión comenzó en mayo de 2009.

## Golf Cabrio

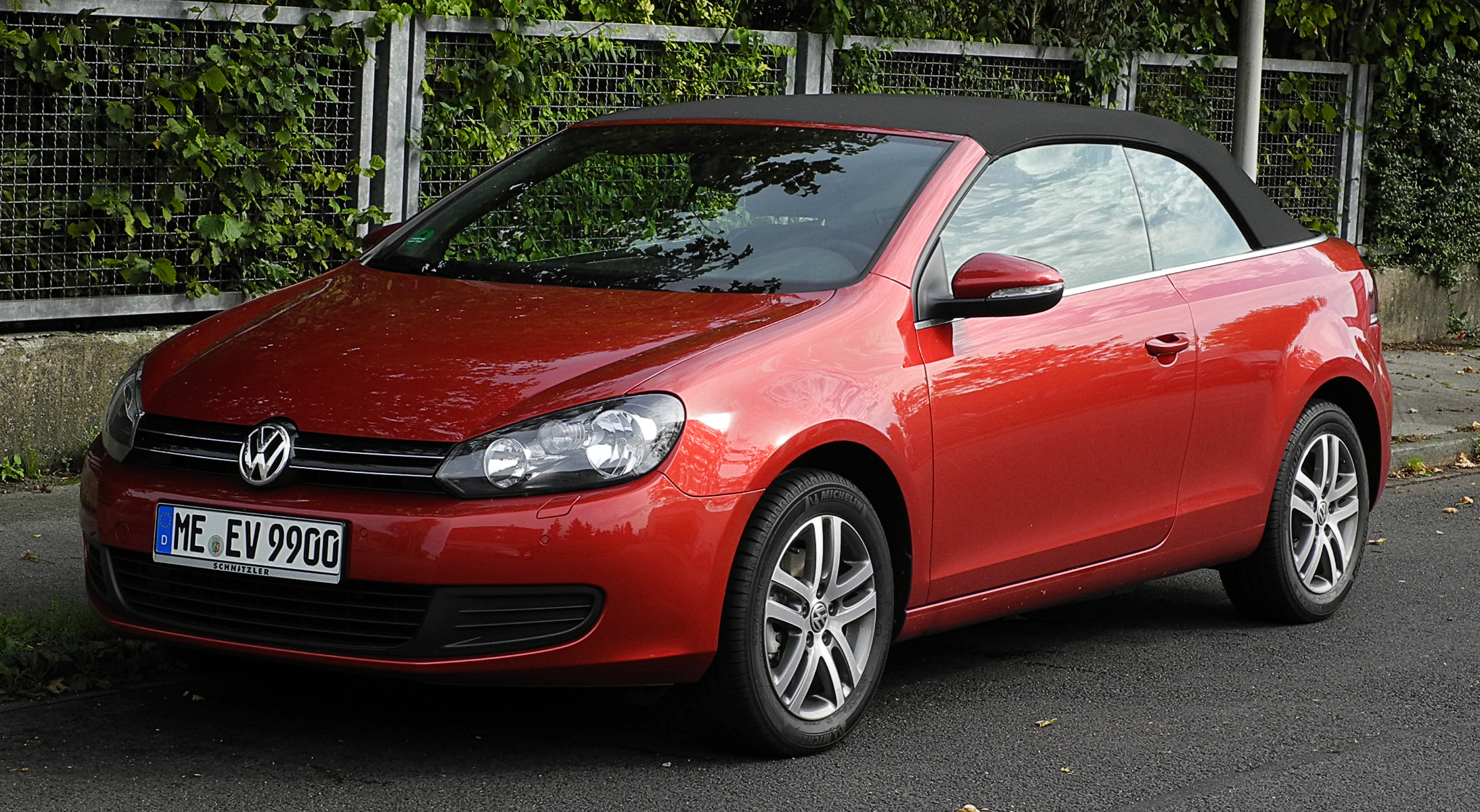
VW Golf VI Cabriolet (a partir de 2011).
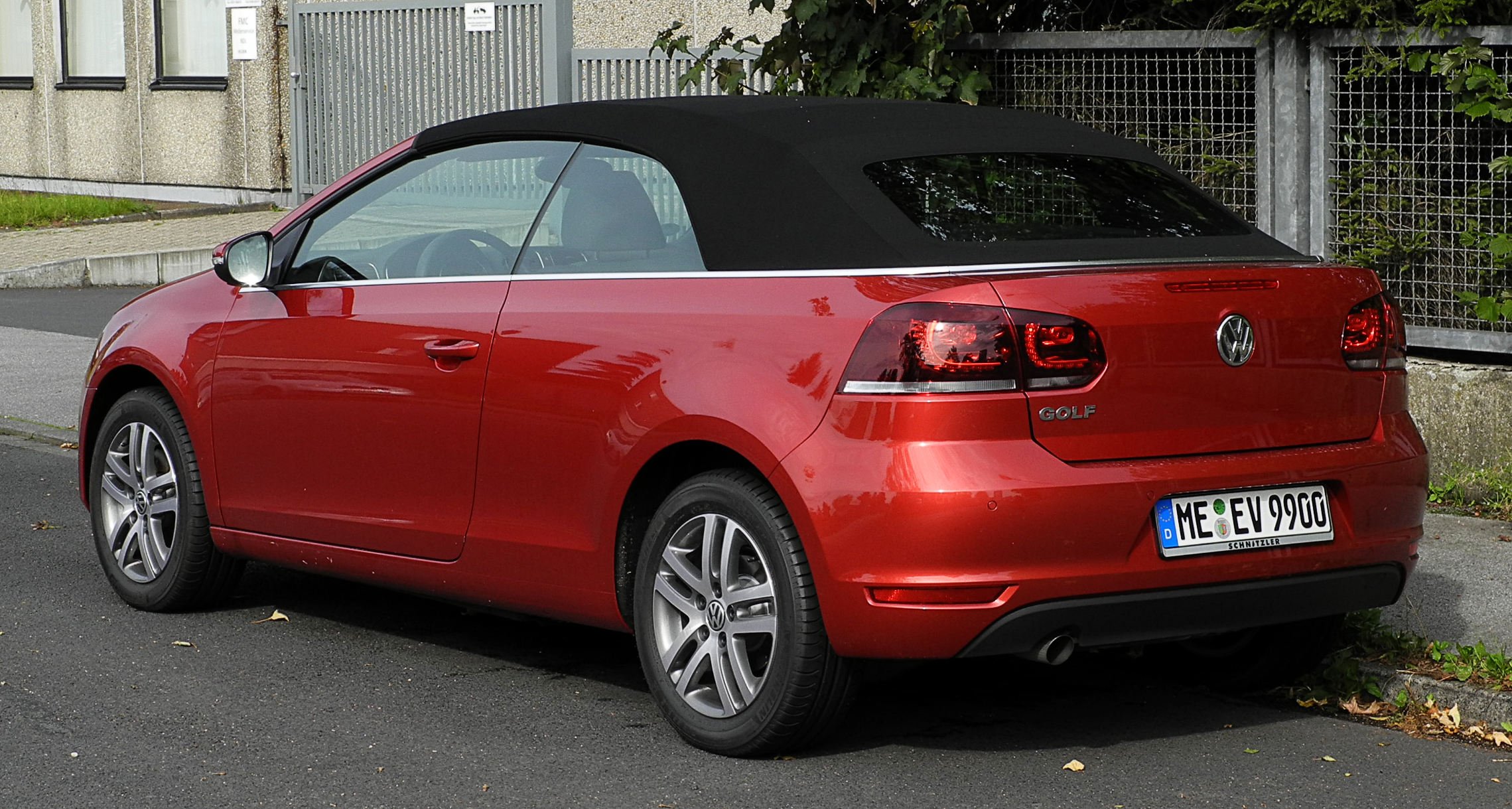
Vista posterior.
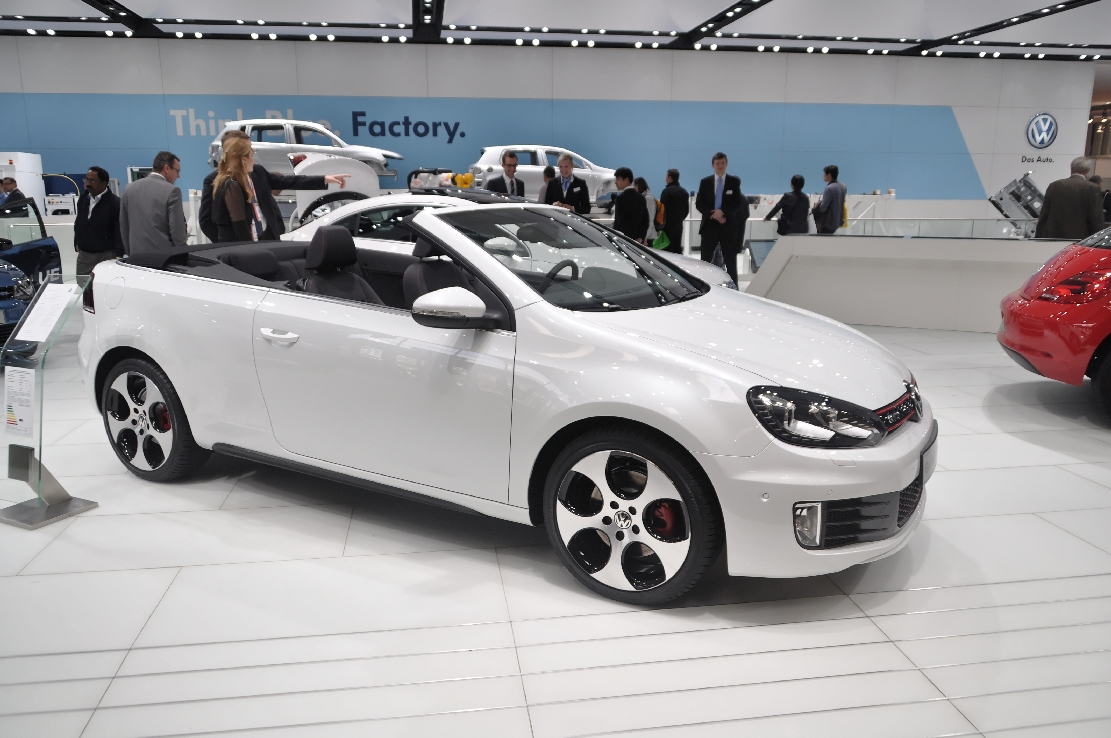
VW Golf VI Cabriolet (desde abril de 2012).

El Golf VI Cabriolet se introduce al mercado a partir de junio de 2011, produciéndose en la planta de Osnabrück (que alguna vez perteneció al carrocero Karmann). Visualmente se distingue de las generaciones 1 y 3 por la pérdida del arco de seguridad característico de éstas, aunque se conserva (al contrario de la tendencia actual), la capota de tela. Otra de las grandes novedades de esta generación, fue la introducción en abril de 2012 del "Golf GTI Cabriolet", siendo esta, la primera generación en que el "Golf GTI" se ofrece igualmente con carrocería descapotable. A partir de febrero de 2013 se ofrece también el Golf R Cabriolet, con la misma mecánica que portaba la versión hatchback. El Golf VI Cabriolet se ofrece con los siguientes motores:
Gasolina
- 1.2 L TSI 105 CV (77 kW), caja de cambios manual de 6 velocidades.
- 1.2 L TSI 105 CV (77 kW) "Bluemotion", caja de cambios manual de 6 velocidades.
- 1.4 L TSi 122 CV (90 kW), caja de cambios manual de 6 velocidades o DSG de 7 velocidades.
- 1.4 L TSi 160 CV (118 kW), caja de cambios manual de 6 velocidades o DSG de 7 velocidades.
- 2.0 L TSi 210 CV (155 kW), caja de cambios manual de 6 velocidades o DSG de 6 velocidades. (Reservada para el Golf GTI Cabriolet).
- 2.0 L TSi 265 CV (195 kW), caja de cambios DSG de 6 velocidades. (Reservada para el Golf R Cabriolet).

Diésel
- 1.6 L TDi 105 CV (77 kW), caja de cambios manual de 5 velocidades.
- 1.6 L TDi 105 CV (77 kW) "Bluemotion", caja de cambios manual de 5 velocidades.
- 2.0 L TDi 140 CV (103 kW), caja de cambios manual de 6 velocidades o DSG de 6 velocidades.

## Golf Variant

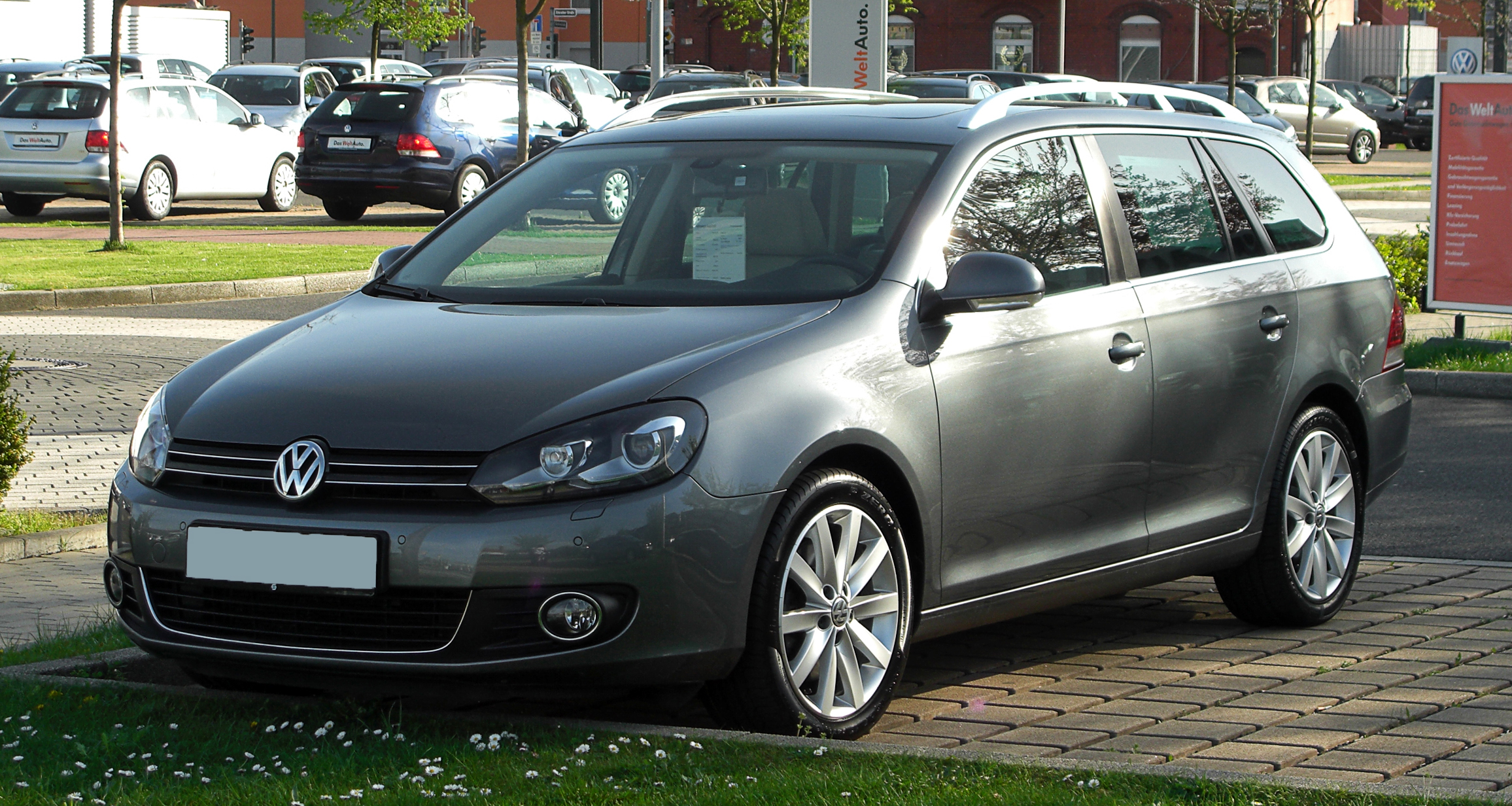
Volkswagen Golf Variant Highline.

Se introdujo a los mercados internacionales una Golf Variant durante 2010 como Golf sexta generación, no obstante contar con el frontal e interiores del Golf VI, y tener unas luces posteriores ligeramente rediseñadas, el bastidor y la mecánica proceden del Golf V. Como su predecesora, la Golf VI Variant se produce en la planta mexicana de la ciudad de Puebla. Además del nombre común de Golf Variant, se conoce en los Estados Unidos como "Jetta SportWagen", en Canadá como "Golf Wagon", en México como "Golf SportWagen", y en países iberoamericanos como Brasil se le conoce como "Jetta Variant" y en Argentina como "Vento Variant".
Volkswagen Golf Variant está disponible en los mercados internacionales con la mayoría de las motorizaciones de su hermano hatchback, excepto las más potentes (2.0 TDI 170 CV, 2.0 TSI 211 CV, y 2.0 TSI 265 CV). Para el continente americano el motor disponible es el 5 cilindros 2.5L con 170 CV, generalmente asociado a una transmisión automática Tiptronic de 6 velocidades.

## Futuras variantes
En cuanto a la disposición de diferentes mecánicas en el futuro, Volkswagen solamente ha hecho unas pocas declaraciones. Los motores a gasolina de la gama baja serán de 1.2 litros de cilindrada, con diversos sistemas de sobrealimentación. A diferencia de la tercera a la quinta generación, no se prevé la incorporación de algún motor de más de cuatro cilindros.
En cuanto a los motores diésel, la venta de las variantes diésel BlueMotion Technology, con consumos muy contenidos y bajas emisiones, son ya una realidad. Actualmente se encuentran disponibles en los concesionarios oficiales de la marca dos modelos de 1.6 y 2.0 litros de cilindrada con potencias de 105 y 140 cv y con una emisiones de CO2 de 107 y 114 gr/km respectivamente, con lo que ambas versiones quedan gravadas con un tipo impositivo del 0% en el Impuesto Especial sobre Determinados Medios de Transporte vigente actualmente en España. Existe también de una variante diésel BlueMotion , del que se presentó una versión conceptual en el Salón de París con unas emisiones oficiales de CO2 de 99 gr/km, superando al Toyota Prius, que es un híbrido gasolina/eléctrico. Tiene un sistema de alternador acoplable en fase de retención que sustituye al alternador tradicional. Esto se conjunta con un sistema de arranque y parada automática, similar al que tenían algunos Volkswagen y Audi denominados como "Formel E" en los años 1980. Asimismo se prevé una versión híbrida con una versión a gas licuado de petróleo del motor de gasolina 1.6 litros de 102 CV.

## Equipamiento

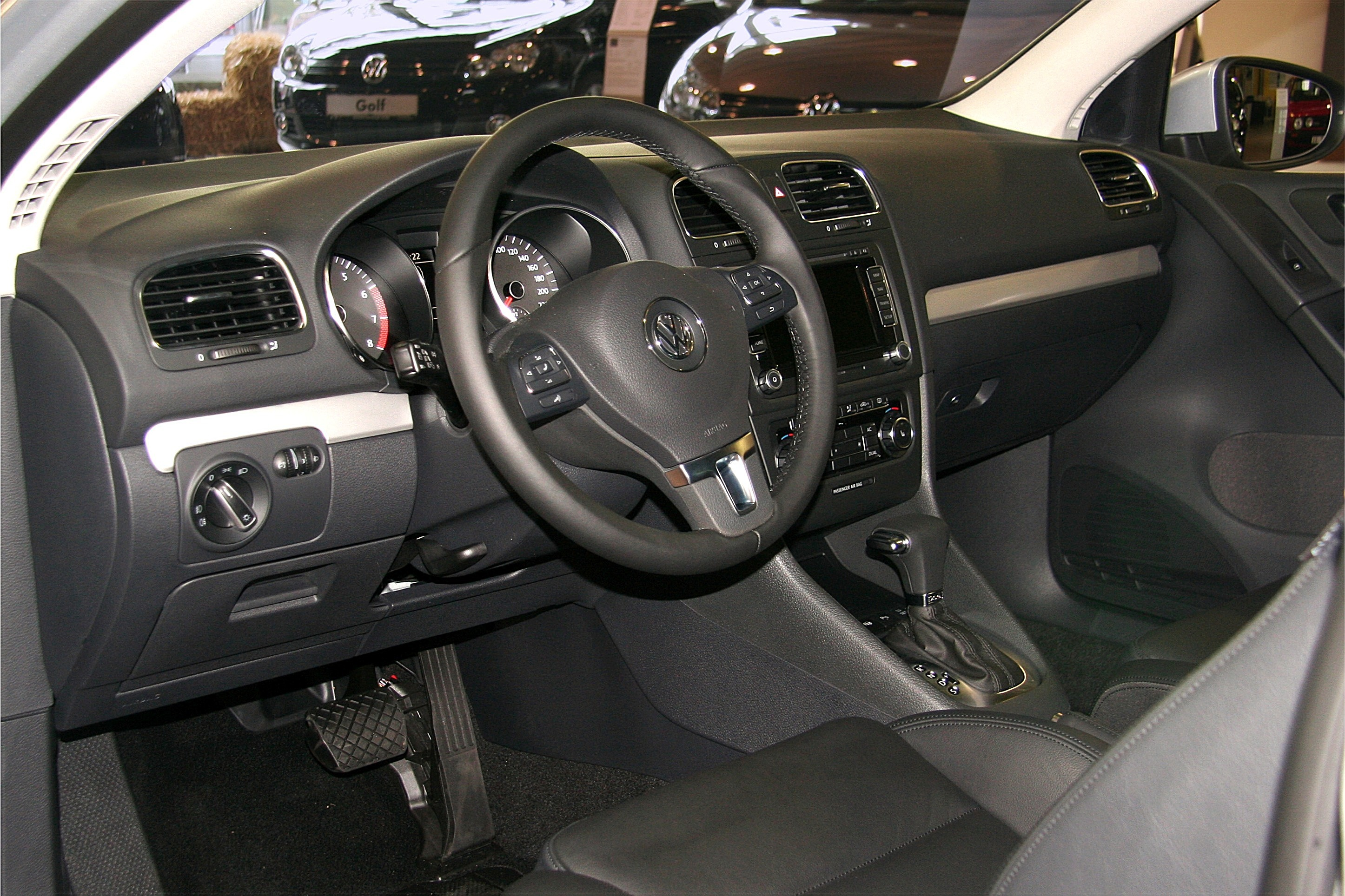
Tablero de mandos de un Volkswagen Golf VI Highline.

Además de seis airbags delanteros (frontales, laterales y de cortina), el Golf VI incorpora un séptimo airbag para las rodillas del conductor como elemento de serie en todas las versiones. A costo extra se pueden ordenar los airbags laterales traseros. Asimismo, el Golf incorporará posteriormente como elementos opcionales los sistemas de ayuda al estacionamiento, suspensión adaptativa electrónica, y monitoreo de presión de los neumáticos.
Igualmente en un futuro cercano también se prevé la incorporación a la lista de opciones el asistente de mantenimiento de carril, el control de crucero autónomo y la cámara de visión trasera.
Actualmente el Golf VI se comercializa en las siguientes versiones para el mercado alemán:
- Golf Trendline
- Golf Comfortline
- Golf Highline
- Golf GTI
- Golf GTD
- Golf R
- Golf BlueMotion
- Golf Match
- Golf move

En el mercado español las versiones han sido desde su lanzamiento:
- Golf Rabbit
- Golf Advance
- Golf Sport
- Golf GTI
- Golf GTD
- Golf R
- Golf BlueMotion

En el mercado estadounidense las versiones ofertadas son:
- Golf 2.5 (con "paquete de conveniencia" y techo solar como equipos opcionales independientes)
- GTI